# Grupo de Apoyo Operacional
El GAO o Grupo Apoyo Operacional es una unidad de labores de inteligencia de la Policía Nacional del Ecuador especializada en combatir a una delincuencia, especialmente urbana, que se ha hecho más violenta y planificada

## Historia
En cierta forma, se puede citar a su padre putativo, el gobierno de León Febres Cordero, mas el GAO nació en el año de 1996, en medio de una ola de violencia y robos, planificados, por poderosas bandas organizadas, como fueron los sicilianos y la de los chicos buenos, de mama lucha.
En sus primeros años su objetivo fue frenar los robos a bancos; para eso sus agentes, que siempre visten de civil, recibieron y reciben  técnicas de  tiro, defensa personal, investigación delincuencial, técnicas de arresto y han sido capacitados por fuerzas especiales de la Policía ecuatoriana  y de otros países como Francia y  Estados Unidos.
Posteriormente, se concentraron en desbaratar la acción de bandas delincuenciales de todo tipo. Esos operativos, según la Policía, se cumplieron con eficacia.

## Funciones
El GAO fue creado en 1996 para combatir a una delincuencia, especialmente urbana, que se había hecho más violenta y planificada. En sus primeros años su objetivo fue frenar los robos a bancos; para eso sus agentes, que siempre visten de civil, recibieron y reciben  técnicas de  tiro, defensa personal, investigación delincuencial, técnicas de arresto y han sido capacitados por fuerzas especiales de la Policía ecuatoriana  y de otros países como Francia y  Estados Unidos.
Posteriormente, se concentraron en desbaratar la acción  de bandas delincuenciales de todo tipo. Esos operativos,  según la Policía, se cumplieron con  eficacia. 

## Los Intocables
Ante la ola, de inseguridad que vive la ciudadanía ecuatoriana, el gobierno anuncio la creación de una unidad especializada en lucha con la delincuencia, coincidencia o no, a raíz de este anuncio murieron seis delincuentes en una enfrentamiento con miembros del GAo, en Pintag. 
"El Ministerio de Gobierno aclaró que el Grupo de Apoyo Operacional de la Policía (GAO) no es parte del equipo especial contra la delincuencia que anunció Fernando Bustamante.
El titular de esa Cartera sostuvo que el equipo se creó para combatir el aumento de delincuencia en sitios específicos. “Ellos son como Los Intocables, llegan a su sitio, limpian y se van”, manifestó  en una rueda de prensa en Manta.
Sin embargo, el subsecretario del Ministerio de Gobierno, Felipe Abril, sostuvo que los miembros del GAO no son parte de ese equipo, que está compuesto por unas 60 personas. El funcionario sostuvo que son agentes de otras unidades especiales de la Policía."
En cada operativo donde actuó el Grupo de Apoyo Operacional (GAO) y hubo fallecidos, la justificación fue la misma: “Ese momento patrullábamos el sitio, los delincuentes intentaron escapar, nos dispararon y respondimos...”.
No obstante,  al analizar las operaciones de este grupo, el diario El Comercio comprobó en sus archivos que 84 personas han fallecido en intervenciones desde el 2000, incluido el último en Píntag, en noviembre de este año.